# Hotel de Sant Bernat de Menthon
L'Hotel de Sant Bernat de Menthon és un monument del municipi de Montseny (Vallès Oriental) inclòs en l'Inventari del Patrimoni Arquitectònic de Catalunya.

## Descripció
És un edifici gran compost de dos cossos que fan la forma de L. El cos principal, però, té planta baixa i dos pisos, amb un cos central amb una teulada de dues vessants que estan respectivament inclinades en un sentit i l'altra cap a un altre.
Té dues façanes iguals, una davant i l'altra al darrere. La planta baixa té les obertures amb forma d'arc i les altres són quadrades; hi ha un joc d'espais.

## Història
Aquest edifici fou construït l'any 1952 per l'arquitecte Josep Maria Ros i Vila, a càrrec de Delmir de Caralt i Puig. Al seu costat hi ha una capella, dedicada a Sant Bernat de Menthon i d'estil neoromànic, també construïda pel mateix arquitecte. Des d'un principi, s'ha convertit en un hotel on la seva anomenada l'ha fet cèlebre per la tranquil·litat i la vista que l'acompanya.